# The Personals
The Personals é um filme-documentário em curta-metragem estadunidense de 1998 dirigido e escrito por Keiko Ibi. Venceu o Oscar de melhor documentário de curta-metragem na edição de 1999.